# Cockrell Hill
La ville de Cockrell Hill est située dans le comté de Dallas, dans l’État du Texas, aux États-Unis. Sa population s’élevait à 4 193 habitants lors du recensement de 2010, estimée à 4 280 habitants en 2016. Cockrell Hill est enclavée dans la ville de Dallas.

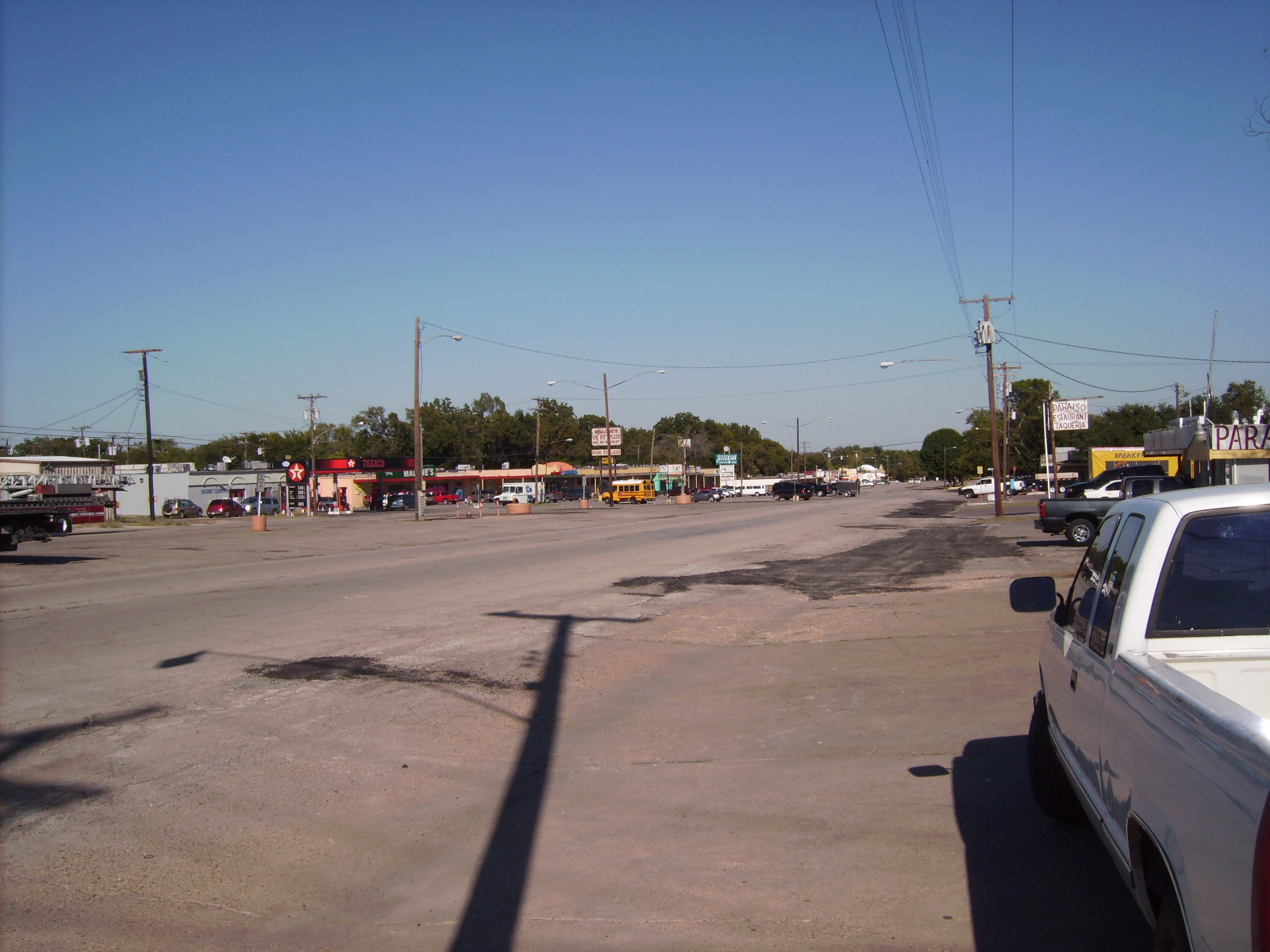
Boulevard Jefferson, la principale rue commerciale de Cockrell Hill

## Source
- (en) Cet article est partiellement ou en totalité issu de l’article de Wikipédia en anglais intitulé « Cockrell Hill, Texas » (voir la liste des auteurs).